# Gerda Hasselfeldt
Gerda Hasselfeldt (Straubing, 7 luglio 1950) è una politica tedesca, dal 2018 presidente della Croce Rossa Tedesca dopo aver lasciato la politica ed essere stata parlamentare del Bundestag, responsabile del gruppo parlamentare del CDU/CSU, Ministro della Salute e dello Sviluppo Urbano nel governo di Helmut Kohl.

## Biografia
Gerda Hasselfeldt è cresciuta ad Haibach nella Foresta Bavarese (Bassa Baviera) in una fattoria con una macelleria e una locanda. Suo padre Alois Rainer (1921-2002) era sindaco. In seguito è stato membro del parlamento statale e dal 1965 al 1983 del Bundestag tedesco. Anche suo fratello minore, Alois, divenne sindaco e membro del Bundestag.
Dopo essersi diplomata al liceo nel 1969, Hasselfeldt ha studiato economia all'Università Ludwig Maximilian di Monaco e all'Università di Ratisbona, laureandosi nel 1975. Ha poi lavorato presso l'Agenzia federale del lavoro fino al 1987, da ultimo dal 1985 come capo del dipartimento di consulenza professionale presso l'ufficio di collocamento di Deggendorf.

## Carriera politica
Hasselfeldt ha iniziato la sua carriera politica all'età di 18 anni come presidente locale della Junge Union nella sua città natale. È entrata a far parte della CSU nel 1969 ed è stata membro dell'esecutivo statale della CSU dal 1989. Hasselfeldt è stata membro del consiglio distrettuale di Regen dal 1978 al 1989 e del consiglio distrettuale di Fürstenfeldbruck dal 1996 al 2004.

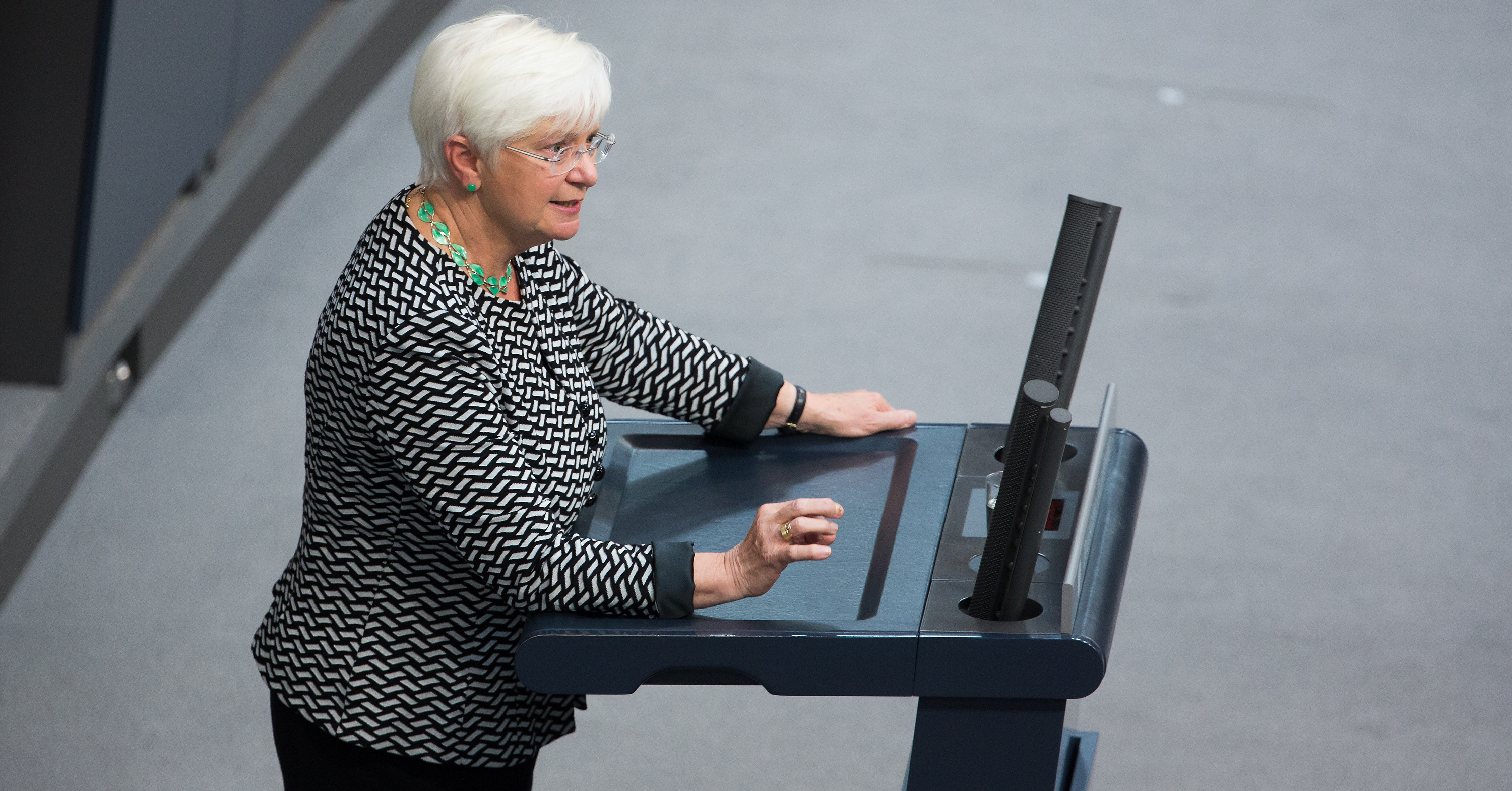
Gerda Hasselfeldt al Bundestag, 2014

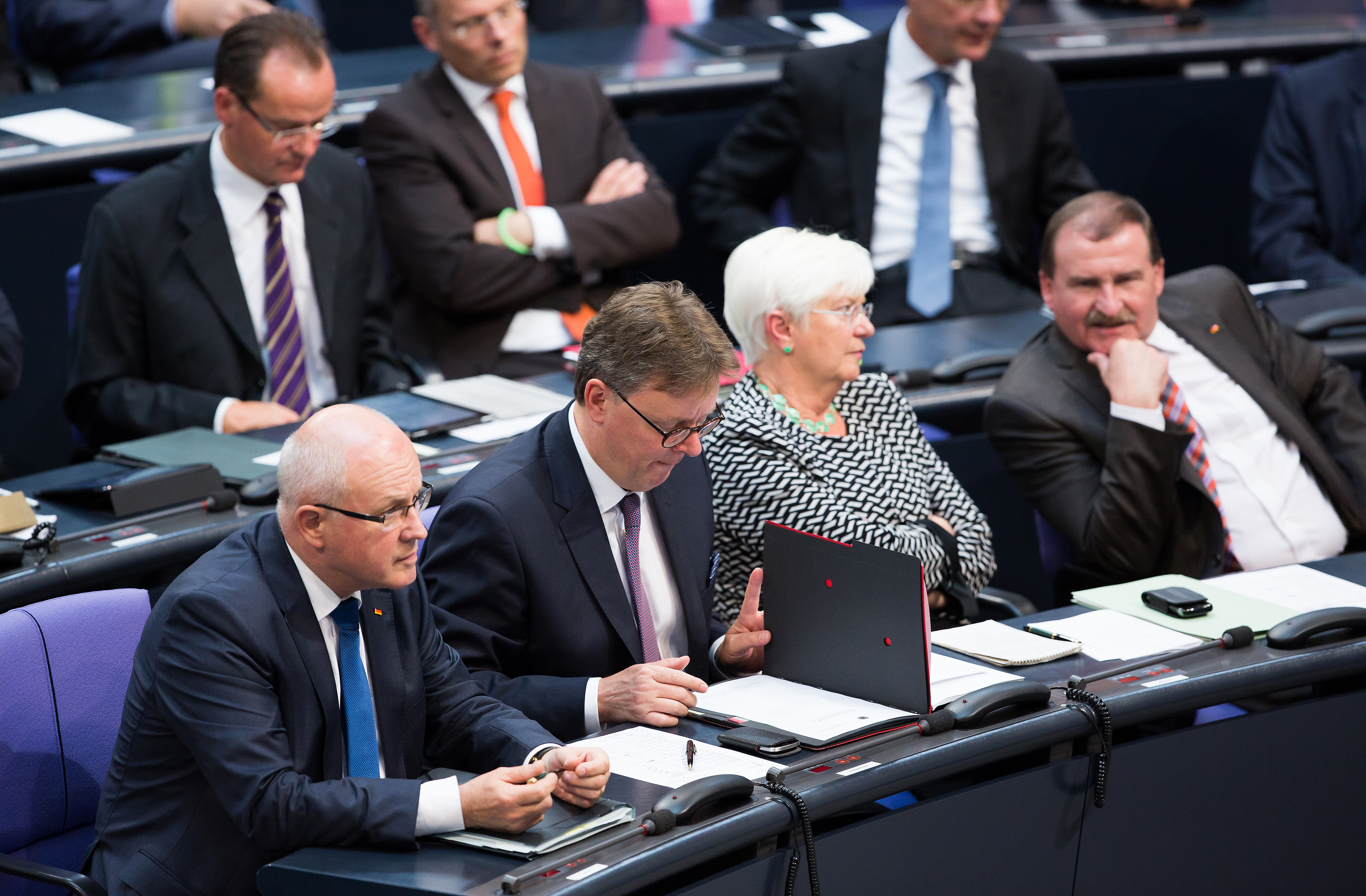
Gerda Hasselfeldt con Volker Kauder, Michael Grosse-Brömer e Max Straubinger al Bundestag, 2014

Dal 1995 al 2005 è stata presidente dell'associazione distrettuale CSU a Fürstenfeldbruck e dal 1991 al 1995 presidente di stato dell'Unione delle donne. Il 24 marzo 1987 è subentrata a Franz Josef Strauss nel Bundestag ed è stata membro del Bundestag tedesco fino al 2017.
Economista di formazione, Hasselfeldt è stata nominata nel 1989 ministro federale per la pianificazione regionale, l'edilizia e lo sviluppo urbano dall'allora cancelliere Helmut Kohl in un rimpasto di governo. Dal 1991 Hasselfeldt è stata ministro federale della salute. Ha annunciato le sue dimissioni il 27 aprile 1992, dicendo che si sentiva danneggiata dall'arresto del suo stretto collaboratore, Reinhard Hoppe, per presunto spionaggio a favore della Polonia.  Le subentrò Horst Seehofer.
Hasselfeldt è stata per sette anni portavoce della politica finanziaria del gruppo parlamentare CDU/CSU. Nel 2002 è diventata la prima vicepresidente del gruppo parlamentare, sotto la guida della presidente Angela Merkel. Durante la campagna elettorale del 2005, si è occupata dell'agricoltura, della protezione dei consumatori e dell'ambiente nel governo ombra della Merkel, composto da nove membri.
Dopo le elezioni federali del 2005 e del 2009, Hasselfeldt è stata eletta vicepresidente del Bundestag tedesco. Ha ricoperto questa carica fino a quando non è stata eletta a capo del gruppo dei parlamentari della CSU del Bundestag nel 2011, succedendo a Hans-Peter Friedrich. Dal 2011 al 2017 ha guidato il gruppo con il suo co-presidente della CDU, Volker Kauder.
In tale veste, Hasselfeldt è stata anche membro del Consiglio degli anziani del parlamento, che, tra le altre funzioni, determina i punti dell'agenda legislativa quotidiana e assegna i presidenti di commissione sulla base della rappresentanza del partito. Hasselfeldt ha anche fatto parte della commissione per l'elezione dei giudici, che ha il compito di nominare i giudici della Corte costituzionale federale tedesca . Dal 2014 è stata anche membro di un organo parlamentare incaricato di nominare i giudici delle altre corti superiori di giustizia, vale a dire la Corte federale di giustizia (BGH), il Tribunale amministrativo federale (BVerwG), il Tribunale fiscale federale (BFH), il Tribunale federale del lavoro (BAG) e il Tribunale sociale federale (BSG).
Nei negoziati per formare un governo di coalizione dopo le elezioni federali del 2013, Hasselfeldt faceva parte del circolo dirigente di 15 membri presieduto da Angela Merkel, Horst Seehofer e Sigmar Gabriel.
Nell'aprile 2016, Hasselfeldt ha annunciato che non si sarebbe candidata alle elezioni federali del 2017 e si sarebbe dimessa dalla politica attiva entro la fine della legislatura.

## Vita privata
Hasselfeldt è cattolica, sposata in seconde nozze con l'ex deputato Wolfgang Zeitlmann e madre di due figli.